# Kapelle Pillberg

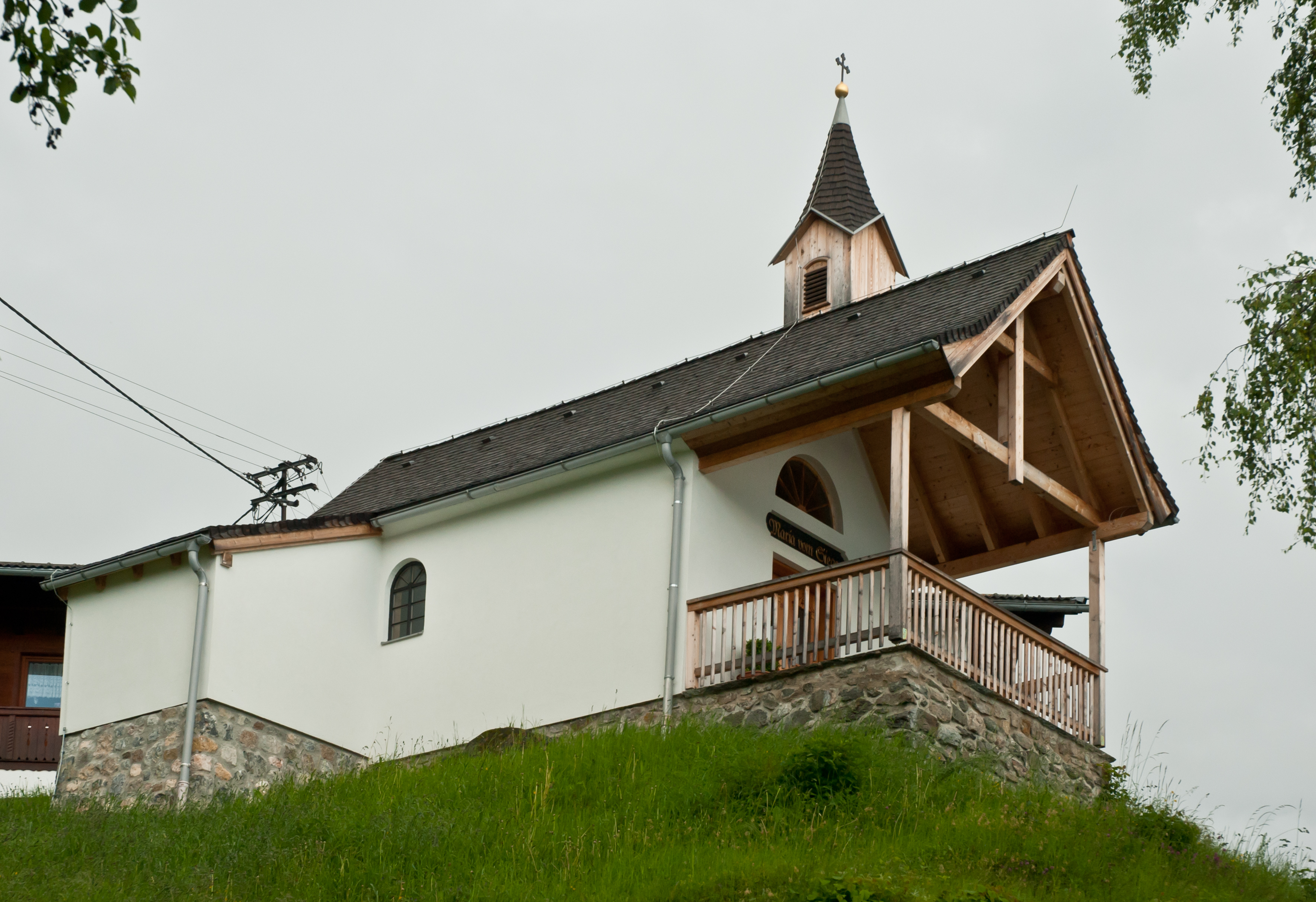
Kapelle Maria vom Siege in Pillberg

Die römisch-katholische Kapelle Pillberg steht in Pillberg in der Gemeinde Pill im Bezirk Schwaz in Tirol. Die Kapelle Maria vom Siege gehört zum Dekanat Schwaz in der Diözese Innsbruck. Die Kapelle steht unter Denkmalschutz.

## Geschichte
Die Kapelle wurde 1849 erbaut. 

## Architektur
Der rechteckige Kirchenbau mit einer Holztonne mit einem Deckengemälde Dreifaltigkeit hat einen Fünfachtelschluss und einen Dachreiter aus Holz. 

## Ausstattung
Die Einrichtung entstand um 1850. Der Altar zeigt das Bild Maria vom Siege und trägt die Figuren Isidor und Notburga.